# Ivan Fjodorovič Mičurin
Ivan Fjodorovič Mičurin (1700 – 1763) byl ruský barokní architekt, který navrhl výrazné změny ruské architektury od časné moskevské po vrcholnou rastrelliho architekturu.
V letech 1718 – 1720 studoval na námořní akademii a studium si doplnil v Holandsku v letech 1723 – 1729. Pracoval hlavně v Moskvě, kde vymýšlel první všeobecný plán města v letech 1734 – 1739. Jeho nejznámější stavbou v Moskvě by mohla být budova kostela sv. Klimenta, jež stále dominuje části města, ale jeho autorství je sporné. Carevna Alžběta I. ho poslala do Kyjeva, aby uskutečnil Rastrelliho návrh kostela sv. Ondřeje. Jeho posledním projektem byla zvonice Trojicko-sergijevské lavry, kterou dokončil jeho žák Dmitrij Vasiljevič Uchtomskij.